# Seznam slovenských hráčů v NHL v sezóně 1995/1996
Seznam slovenských hráčů v NHL v sezóně 1995/1996 uvádí slovenské hokejisty, kteří v této sezóně hráli za některý tým v kanadsko-americké NHL.

| Tým                 | Věk | Hráč              | Post | Počet zápasů ZČ | Branky ZČ | Asistence ZČ | Body ZČ | Počet zápasů v play off | Branky v play off | Asistence v play off | Body v play off |
| ------------------- | --- | ----------------- | ---- | --------------- | --------- | ------------ | ------- | ----------------------- | ----------------- | -------------------- | --------------- |
| New York Islanders  | 23  | Žigmund Pálffy    | F    | 81              | 43        | 44           | 87      | Ne                      |                   |                      |                 |
| Washington Capitals | 27  | Peter Bondra      | F    | 67              | 52        | 28           | 80      | 6                       | 3                 | 2                    | 5               |
| Edmonton Oilers     | 26  | Zdeno Cíger       | F    | 78              | 31        | 39           | 70      | Ne                      |                   |                      |                 |
| Florida Panthers    | 26  | Róbert Švehla     | D    | 81              | 8         | 49           | 57      | 22                      | 0                 |                      | 6               |
| Boston Bruins       | 23  | Jozef Stümpel     | F    | 76              | 18        | 36           | 54      | 5                       | 1                 | 2                    | 3               |
| Edmonton Oilers     | 21  | Miroslav Šatan    | F    | 62              | 18        | 17           | 35      | Ne                      |                   |                      |                 |
| Ottawa Senators     | 21  | Pavol Demitra     | F    | 31              | 7         | 10           | 17      | Ne                      |                   |                      |                 |
| Dallas Stars        | 22  | Róbert Petrovický | F    | 5               | 1         | 1            | 2       | Ne                      |                   |                      |                 |
| Washington Capitals | 19  | Richard Zedník    | F    | 1               | 0         | 0            | 0       | Ne                      |                   |                      |                 |

- F = Útočník
- D = Obránce